# New Providence
New Providence este cea mai populată insulă din Bahamas, această având peste 70% din populația țării. Aici se află și capitala, Nassau. Insula a fost sub control spaniol după descoperirea acesteia de către Cristofor Columb, dar guvernul spaniol nu a arătat interes în dezvoltarea acesteia. Nassau era cunoscută sub numele de Charlestown, dar a fost arsă din temelii de către spanioli în anul 1684. A fost redenumită Nassau în 1695 de Nicholas Trott, cel mai de succes lord-proprietar al acesteia, în onoarea lui William al III-lea al Angliei, care făcea parte din Casa de Orange-Nassau. New Providence funcționează ca centru comercial al Bahamasului. Este și casa a peste 400 de bănci și companii; peste patru milioane de turiști vizitează anual Bahamasul. Alte așezări din New Providence includ Grants Town, Bain Town, Fox Hill, Adelaide, Yamacraw, South Beach, Coral Harbour, Lyford Cay, Paradise Island, Sea Breeze, Centreville, Cable Beach, Deportee, Gambier și Love Beach.

## Personalități născute aici
- Cynthia A. Pratt (n. 1945), politiciană, guvernator general al statului⁠(d) Bahamas.